# Buurterpolder
De Buurterpolder is een polder en een voormalig waterschap in de Nederlandse provincie Zuid-Holland, in de voormalige gemeente Alkemade (thans gemeente Kaag en Braassem).
De polder stond ook bekend onder de namen Bakkerspolder of Ruygenhouckpolder.
Het waterschap was verantwoordelijk voor de vervening, drooglegging en later de waterhuishouding in de polders.